# KI/KI
KI/KI, artiestennaam van Kiki Wesselo (Harderwijk, 30 augustus 1996), is een Nederlandse diskjockey en muziekproducent die optreedt op grote dance-evenementen. 

## Biografie
Kiki Wesselo werd geboren op 30 augustus 1996 in Harderwijk. Ze groeide op in Epe en verhuisde op haar zestiende naar Amsterdam om te studeren. Met een vriend ging ze discoplaten draaien bij een kroeg aan het Leidseplein. Met disco had ze zelf niks, maar de klus was een goede leerschool voor een diskjockey.
Wesselo voelde zich wel aangetrokken tot trance uit de negentiger jaren. Bij PIP Den Haag kon ze in 2018 een sessie doen om uit te proberen hoe ze zelf trance wilde draaien. Hierop werd ze gevraagd om in Club PIP te draaien. Vlak daarna kwamen bezoekers uit Amsterdam haar vragen om op een jaren negentig-rave te komen draaien. KI/KI's zes uur durende sessie vol trance, techno en acid sloeg aan bij het publiek op het queer dancefeest Spielraum in club Radion in Slotervaart. Hierna werd ze vaste dj van Spielraum en zo beleefde ze haar doorbraak als techno-dj.
In 2019 stond KI/KI voor het eerst op Lowlands. Sindsdien werd ze gevraagd om te draaien in de grootste nachtclubs, zoals Berghain in Berlijn, Kompass Klub in Gent, Bassiani in Tbilisi en Fabric in Londen, en op de grootste festivals, zoals Amsterdam Dance Event, Fusion Festival en Glastonbury Festival. Ze reist de hele wereld over. In 2022 sloot KI/KI de zaterdag van Lowlands af in de Bravo. Op Amsterdam Dance Event 2023 kreeg ze haar eigen avond en draaide daarop samen met Armin van Buuren.
In 2022 lanceerde KI/KI haar eigen label Slash waar datzelfde jaar het album slash001 van Alpha Tracks werd uitgebracht. In de jaren daarna volgden slash-albums met een oplopende nummering.

## Prijzen
Het Britse online blad DJane Mag publiceert elk jaar de lijst met de 100 populairste internationale vrouwelijke dj's, gekozen door het publiek. De posities van KI/KI in deze lijst:
| Jaar   | 2021 | 2022 | 2023 | 2024 |
| ------ | ---- | ---- | ---- | ---- |
| Plaats | 86   | 92   | 85   | 46   |

Haar werk werd in 2025 bekroond met een Edison in de categorie Dance. Ze is de eerste  vrouw die voor deze categorie de prijs in ontvangst mag nemen.

## Discografie
Singles
- Leave it to the vibe (2023)
- To the vibe (rework) (2023)
- Leave it to the drums (2023)
- 5 Mins Of Acid (2024)

Albums 
- slash004 - "Leave it to the vibe" (2023)
- slash010 - "5 Mins Of Acid" (2024)

Remixes
- Alpha Tracks - "To Nights" (2022)
- Artemis - "Emerald" (2023)
- Sevdaliza - "Nothing Lasts Forever" (2023)